# Stjepan Barišić (franjevac)
Stjepan Barišić (23. siječnja 1882., Podhum - 3. veljače 1944., Kute) bosanskohercegovački hrvatski je franjevac, mučki ubijen. 

## Životopis
Rodio se je u Podhumu, od roditelja Stjepana i Jele. Pučku školu završio je u Kreševu, gimnaziju u Visokom, a bogosloviju u Livnu. Zaređen je u Petrićevcu 1905. godine za svećenika provincije Bosne Srebrene. 
Dužnost župnika obnašao je u Stratinskoj i Podhumu, vikar u Kreševu i Kraljevoj Sutjesci.
Kao svećenik franjevac postao je župnikom u rodnoj župi Žitače. Iz župnog stana odvela ga je partizanska ophodnja 31. siječnja 1944. i optužila za suradnju s ustašama na Ostrošcu. Iz Žitača su ga odveli u Solakovu kulu gdje je prenoćio. Potom je odveden u selo Kute gdje se nalazilo zapovjedništvo Ramskog partizanskog odreda. Ondje je bio i prijeki sud. Ondje je osuđen na smrt. Barišić je nepravedno osuđen na smrt strijeljanjem.
Prema kazivanju Ive Križanca, pokojni o. Barišić doveden je u Čorbadžiće i zatvoren u Đugumov podrum. Ondje je po naredbi partizana Anđa Bradić redila žito. Rekli su joj partizani da i oni imaju svećenika te su ga udarali po glavi. Ona im je govorila neka ga puste. Kasnije je i Mustajbegova žena ispričala sve što se dogodilo. Iz Đugumova podruma svećenika su odveli u kuću Alije Čorbadžića, ondje su naložili vatru te ga vezali u kukurikove gužve, primicali ga vatri i pomalo ga pekli. On je sve vrijem šutio i trpio. U zoru su ga iz Alijine kuće poveli prema katoličkom groblju u Donjoj Vasti. Ondje je jedan od prisutnih odvalio "parmak" od grobljanske ograde i snažno udario svećenika po leđima. On je samo jeknuo. Otjerali su ga u Adžinu Luku i strijeljali kod mlina. Strijeljan je 3. veljače 1944. u zaseoku Čorbadžići u Donjoj Vasti., u blizini katoličkog groblja u Donjoj Vasti, točnije, strijeljan u šumi 3. veljače 1944. godine. Nakon nekoliko dana naišla je putem Iva Crnjac i našla svečenićki pas. Bila je trećoredica pa ga je uzela sebi te je s njim nakon smrti pokopana. Nekoliko dana kasnije naišao je i Stipo Rajič i vidio kako psi razvlače svećenikove kosti. Nije bio pokopan, psi su razvlačili njegove kosti dvojice ubijenih katolika s njime, a njegove nisu dirnuli. Zatim je po noći Ivo Zelenika otišao i uzeo sepet (krošnju), u strahu Božjem pokupio kosti, donio ih u svoju zemlju i pokopao u šumi nedaleko od kuće, u tajnosti. Seljani su sakupili njihove kosti i pokopali zajedno s fra Stjepanom na mjestu gdje su ubijeni kraj potoka. Danas je to uređen grob. Kad je, prema kazivanju fra Nikole Drmića, fra Stjepan čuo da će biti ubijen, zamolio je partizanske pratitelje da nešto prije svojeg smaknuća učini. Partizani su mu dopustili, a fra Stjepan je izmolio svoj časoslov. Nakon toga je ubijen.
Godinu dana kasnije Mato Ćapan je u Smriki kod Mlina našao svećenikovu glavu. Po noći ju je odnio u Donjevaško groblje i zakopao ispod velikog drvenog križa blizu oltara. Poslije rata, znajući da je Ivo Zelenika u svojoj šumi ukoppao kosti svećenika, mnogi su dolazili u tajnosti na njegov grob i obilazili ga u molitvi. Nakon smrti Ive Zelenike njegova je žena Dragica preselila u Požegu, a njihovo je imanje kupio Ivo Križanac te se, prodajući voće u Mostaru, raspitivao kod Neretljaka za ukopanog svećenika. Doznao je da je to fra Stjepan Barišić, župnik sa Žitača, te su mu Ivo Križanac i Mijo Marić podigli križ na grobu. Godine 1998. uređen je svećenički grob koji je nakon Domovinskog rata bio zarastao. Grob je ozidan, uređeni su prilazi i prošle godine prvi put je bilo organizirano hodočašće i misa na grobu.
Pokopan je u selu Donjoj Vasti na području župe Uzdola i vjernici dugi niz godina poslije rata potajice su za socijalističke Jugoslavije posjećivali i hodočastili na njegov grob, a nakon demokratizacija, otvoreno. Godine 1999. župnik vlč. Miljenko Džalto i župljani pokrenuli su akciju uređenja groba i pristupnog puta. Iste je godine odlučeno svake treće subote u mjesecu srpnju organizirati hodočašće i slaviti svetu misu. Za korizme 2004. Barišićev je grob dodatno uređen, postavljen je novi nadgrobni spomenik i napravljen natkriveni oltar. Ostatci fra Stjepanova habita čuvaju se kao moćnik u župnoj crkvi na Uzdolu, a svake su godine izloženi kod fra Stjepanova groba u Purićevini.

## Unutarnje poveznice
- Stradanje crkvenih osoba u ratu u Bosni i Hercegovini